# Pauline Smith
Pauline Janet Smith (* 2. April 1882 in Oudtshoorn, Südafrika; † 29. Januar 1959 in Dorset, England) war eine südafrikanische Schriftstellerin.
Sie wuchs in der Landschaft der Kleinen Karoo als Tochter eines Arztes auf und wurde im Alter von zwölf in eine Internatsschule in England geschickt. Daraufhin kehrte sie nie mehr dauerhaft nach Südafrika zurück. Als Basis für ihre Werke dienten die Erfahrungen ihrer Kindheit in der Afrikaans-sprachigen ländlichen Gesellschaft sowie ihre Besuche, bei denen sie Tagebuch führte. Eine Sammlung von Kurzgeschichten, The Little Karoo, erschien 1925; ein Jahr später erschien ihr Roman The Beadle. Ihre frühesten Geschichten für Kinder wurden 1935 in Platkops Children veröffentlicht.